# Brussieu
Brussieu är en kommun i departementet Rhône i regionen Auvergne-Rhône-Alpes i östra Frankrike. Kommunen ligger i kantonen Saint-Laurent-de-Chamousset som tillhör arrondissementet Lyon. År 2022 hade Brussieu 1 378 invånare.

## Befolkningsutveckling
Antalet invånare i kommunen Brussieu
| Referens: INSEE |